# Draco dussumieri
Draco dussumieri là một loài thằn lằn trong họ Agamidae. Loài này được Duméril & Bibron mô tả khoa học đầu tiên năm 1837.. Chúng được tìm thấy ở dảy Ghat Tây và rừng đồi miền nam Ấn Độ.
Loài thằn lằn này có khả năng lượn từ cây này sang cây khác. Chúng gần như hoàn toàn sinh sống trên cây, được tìm thấy trên cây trong rừng và đồn điền cọ liền kề, nơi chúng leo lên cây để kiếm thức ăn cho côn trùng và lướt đến các cây liền kề bằng cách xòe lớp màng, lớp da lỏng lẻo ở hai bên cơ thể được hỗ trợ bởi các xương sườn dài để hoạt động như cánh. Da ở hai bên cổ cũng được mở rộng sang hai bên bằng cách sử dụng xương móng của lưỡi để hỗ trợ chúng. Trong mùa sinh sản, con đực duy trì những lãnh thổ nhỏ mà chúng bảo vệ khỏi những con đực khác trong khi tán tỉnh con cái. Những con đực có lớp lông tơ sặc sỡ hơn những con cái và chúng kéo dài những chiếc bao bố màu vàng về phía trước một cách nổi bật để trưng bày. Mặc dù sống gần như toàn bộ cuộc đời trên cây, nhưng con cái lại xuống đất để đẻ trứng trong đất. Đây là loài có phân bố ở phía tây nhiều nhất trong chi Draco, phần lớn các loài xuất hiện ở Đông Nam Á.

## Hình ảnh

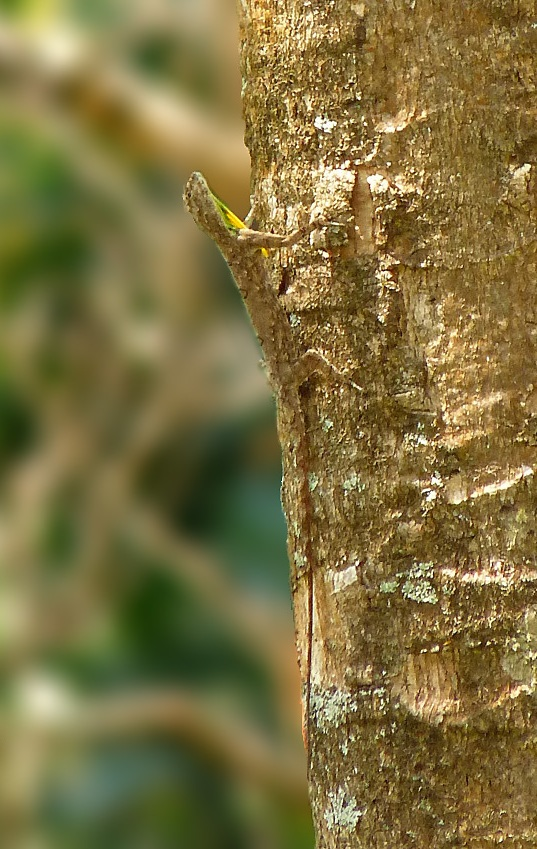
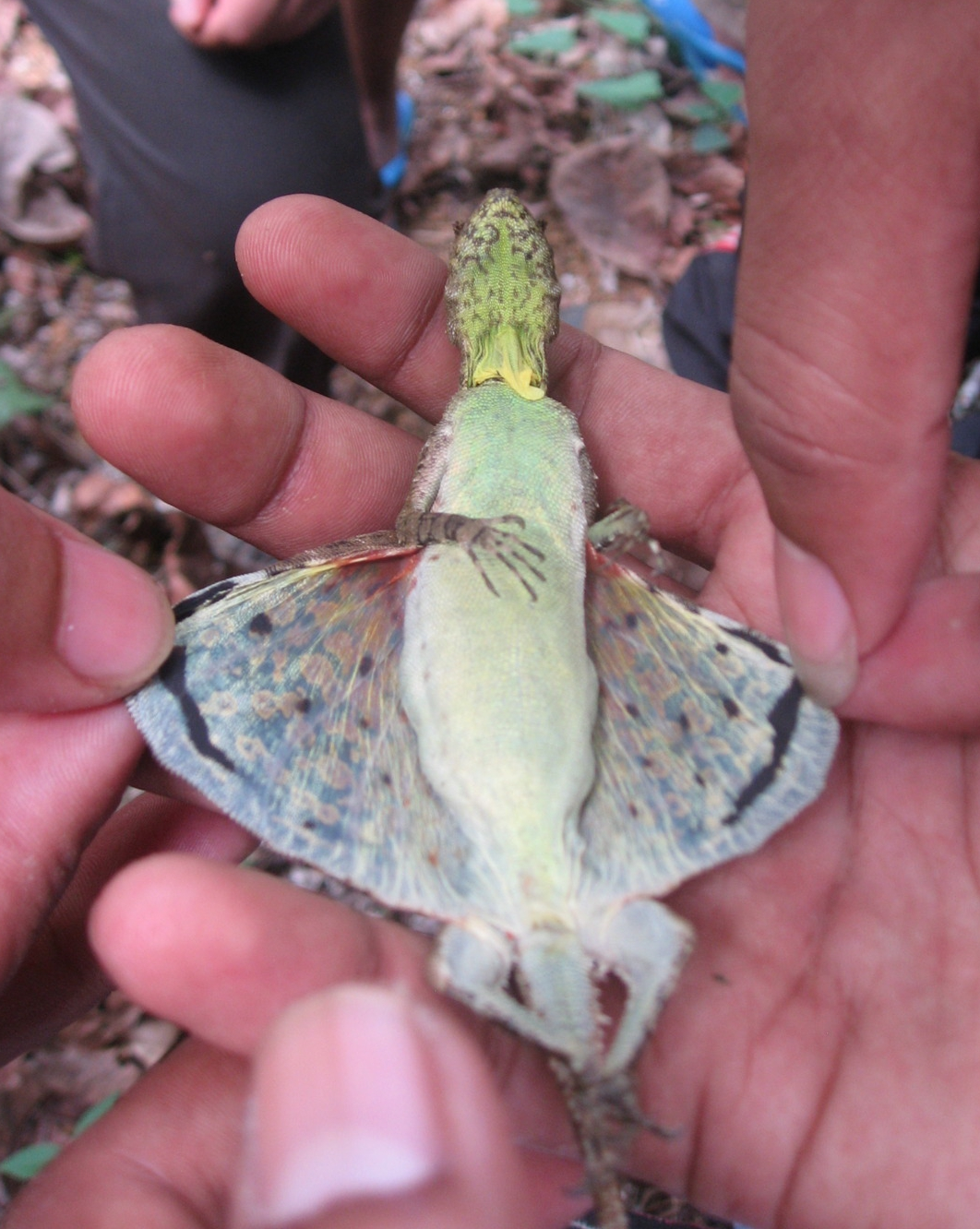